# Platini (football, 1986)
Pour les articles homonymes, voir Platini (homonymie).
Luís Carlos Almada Soares, dit Luís Platini ou simplement Platini, né le 16 avril 1986 à Praia, est un footballeur international cap-verdien. Il a choisi son pseudonyme en l'honneur de l'international français Michel Platini.

## Biographie
Luís Carlos Almada Soares dit Platini évolue depuis 2010 au poste de milieu offensif au Clube Desportivo Santa Clara au Portugal et il joue pour la première fois en sélection nationale contre la Tunisie le 9 juin 2012.
En janvier 2013, il fait partie de la sélection nationale qui participe à la CAN. Le 23 janvier 2013, lors de cette CAN, sur un ballon en profondeur donné par Ryan Mendes, Platini inscrit son premier but en sélection à la 35e minute du match Maroc-Cap Vert et devient ainsi le premier footballeur cap-verdien à marquer un but en phase finale d'une compétition internationale.

## Statistiques
| Saison                | Club                  | Championnat           | Championnat | Championnat | Coupe nationale | Coupe nationale | Coupe de la Ligue | Coupe de la Ligue | Compétition(s) continentale(s) | Compétition(s) continentale(s) | Compétition(s) continentale(s) | Cap-Vert | Cap-Vert | Total | Total |
| Saison                | Club                  | Division              | M.          | B.          | M.              | B.              | M.                | B.                | Comp.                          | M.                             | B.                             | M.       | B.       | M.    | B.    |
| 2008-2009             | GD Tourizense (prêt)  | 3                     | 6           | 0           | -               | -               | -                 | -                 | -                              | -                              | -                              | -        | -        | 6     | 0     |
| 2009-2010             | Sertanense FC (prêt)  | 3                     | 28          | 2           | 2               | 0               | -                 | -                 | -                              | -                              | -                              | -        | -        | 30    | 2     |
| 2010-2011             | CD Santa Clara        | 2                     | 19          | 2           | -               | -               | 2                 | 0                 | -                              | -                              | -                              | -        | -        | 21    | 2     |
| 2011-2012             | CD Santa Clara        | 2                     | 25          | 2           | 1               | 0               | 7                 | 1                 | -                              | -                              | -                              | 1        | 0        | 34    | 3     |
| 2012-2013             | CD Santa Clara        | 2                     | 36          | 6           | 3               | 0               | 5                 | 1                 | -                              | -                              | -                              | 7        | 2        | 51    | 9     |
| 2013-2014             | Omonia Nicosie        | 1                     | 29          | 3           | 5               | 2               | -                 | -                 | C3                             | 2                              | 0                              | 3        | 1        | 39    | 6     |
| 2014-2015             | CSKA Sofia            | 1                     | 24          | 1           | 1               | 0               | -                 | -                 | -                              | -                              | -                              | 6        | 0        | 31    | 1     |
| 2015-2016             | Ittihad Alexandrie    | 1                     | 5           | 1           | -               | -               | -                 | -                 | -                              | -                              | -                              | 2        | 0        | 7     | 1     |
| Total sur la carrière | Total sur la carrière | Total sur la carrière | 172         | 17          | 12              | 2               | 14                | 2                 | -                              | 2                              | 0                              | 19       | 3        | 219   | 24    |

## But international
| Buts internationaux de Platini (1) | Buts internationaux de Platini (1) | Buts internationaux de Platini (1)          | Buts internationaux de Platini (1) | Buts internationaux de Platini (1) | Buts internationaux de Platini (1) | Buts internationaux de Platini (1) | Buts internationaux de Platini (1) |
|                                    | Date                               | Lieu                                        | Adversaire                         | Score                              | Résultat                           | Compétition                        |                                    |
| ---------------------------------- | ---------------------------------- | ------------------------------------------- | ---------------------------------- | ---------------------------------- | ---------------------------------- | ---------------------------------- | ---------------------------------- |
| 1.                                 | 23 janvier 2013                    | Stade Moses-Mabhida, Durban, Afrique du Sud | Maroc                              | 0-1                                | 1-1                                | CAN 2013                           |                                    |